# Rdzeń wulkaniczny
Rdzeń wulkaniczny - inaczej nek (ang. neck - szyja) komin wulkaniczny lub pień wulkaniczny.
Ostaniec wulkaniczny w kształcie kolumny, zbudowany z odpornych law komina wulkanicznego. Powstaje w wyniku oddziaływania na stratowulkan procesów erozyjno-denudacyjnych i wypreparowania, spośród utworów mniej odpornych, rdzeni zbudowanych z lawy zastygłej w kanale krateru wulkanicznego.

## Występowanie
W Polsce rdzenie wulkaniczne występują m.in. na Pogórzu Kaczawskim (np. Ostrzyca Proboszczowicka).